# Chiusanophlebia
Chiusanophlebia is een geslacht van haften (Ephemeroptera) uit de familie Leptophlebiidae.

## Soorten
Het geslacht Chiusanophlebia omvat de volgende soorten:
- Chiusanophlebia asahinae